# Groupe indien des Sept
Le Groupe indien des Sept, pour Professional Native Indian Artists Incorporation (PNIAI), est un collectif d'autochtones artistes peintres professionnels du Canada fondé en 1973 à Winnipeg, une désignation  en référence historique au Groupe des sept qui regroupa des peintres de la nature canadienne à partir de 1920.
Il rassemble Daphne Odjig, Alex Janvier, Jackson Beardy, Eddy Cobiness, Norval Morrisseau, Carl Ray et Joseph Sanchez.

## Création et dissolution
Créé à Winnipeg par ses trois membres fondateurs, Jackson Beardy, Eddy Cobiness et Joseph Sanchez, qui exposent à la Winnipeg Art Gallery leurs œuvres sous le titre de  Treaty Numbers 23, 287, 1171 (en référence aux traités signés entre leurs bandes d'origine et le gouvernement canadien)  ses réunions se tiennent d'abord de manière officieuse, avec Daphne Odjig, au local qui lui sert d’atelier d’imprimerie et de galerie, Odjig Indian Prints of Canada, situé au 331 Donald Street.
Alex Janvier, originaire de l’Alberta, et Carl Ray et Norval Morrisseau, originaires de l’Ontario les rejoignent et ils officialisent leur association en 1973 et lui donnent le nom de Professional Native Indian Artists Inc. C'est le journaliste Gary Scherbain qui les surnomme le Groupe indien des Sept dans un article paru dans le quotidien Winnipeg Free Press.
Après de nombreuses expositions à travers tout le Canada, dont la dernière eut lieu à Montréal en 1975, le groupe se dissout la même année.

## Mouvement d'émancipation
De styles de peinture et d'origines culturelles diversifiés, prônant l’émancipation des artistes et des travailleurs culturels de descendance autochtone à travers le pays, les fondateurs du PNIAI s'unissent pour la défense de l’inclusion, la reconnaissance et l’accès au financement culturel de l’art aux artistes autochtones contemporains pour bénéficier des mêmes privilèges que ceux accordés aux artistes contemporains canadiens non autochtones. Leur influence a permis l'émergence de la Société des artistes canadiens d’origine autochtone (SACOA) et du Collectif des commissaires autochtones (CCA), en plus d’accroître la notoriété de l’art autochtone contemporain au Canada.